# 野柿
野柿（学名：Diospyros kaki var. silvestris）为柿科柿属下的一个变种。

## 扩展阅读
- 維基物種上的相關：野柿